# Sothis-Zyklus
Sothis-Zyklus (auch Sothis-Periode)
ist der Zeitraum von etwa 1424 Jahren, den Sirius (der hellste Stern des Himmels) mit seinem heliakischen („zur aufgehenden Sonne gehörend“) Aufgang benötigt, um einmal den im Alten Ägypten gebrauchten 365-Tage-Kalender zu durchlaufen. Damit wurde der im Alten Ägypten noch unbekannten Tatsache Rechnung getragen, dass das angewendete 365-Tage-Kalenderjahr (ohne Schalttage) als ein die Jahreszeiten bestimmendes Jahr etwas zu kurz war, bzw. umgekehrt dieses Kalenderjahr damals in etwa 1460 Jahren einmal ein Sternenjahr (siderisches Jahr) durchlief.
Im selben Tempo und im Prinzip genauso wie ein siderisches Jahr durchläuft auch der Frühlingspunkt den 365-Tage-Kalender unter der Annahme, dass die Sonne den Frühlingspunkt nach je genau 365,25 Tagen passiert (richtiger Wert: 365,2422 Tage) in 1460 Jahren.

## Übersicht
Der heliakische Aufgang eines Sterns findet nur einmal jährlich statt. Die Altägypter feierten den Tag des Morgenerstes von Sirius über dem östlichen Morgenhorizont nach einer zuvor etwa 65 bis 70 Tage andauernden Unsichtbarkeit ausgelassen mit dem Sothis-Fest. In ihrem leicht zu kurzen Kalenderjahr verspätete sich dieser Anlass in etwa vier Jahren um einen Tag. Die zahlreichen, teilweise exakten Datumsangaben für den heliakischen Sirius-Aufgang in altägyptischen Quellen, wie beispielsweise Papyri und Inschriften, stellen daher einen wichtigen Stützpfeiler der altägyptischen Königs-Chronologie dar.
Auch schon die frühmesopotamischen Priesterastronomen beobachteten heliakische Aufgänge heller Sterne und der Venus, allerdings vornehmlich für religiös-kultische Zwecke.
Ob sich die Altägypter schon in der Frühzeit oder überhaupt selbst bewusst waren, dass ihr (späterer) 365-Tage-Kalender zum sogenannten Sothis-Zyklus führte, und ob sie dessen Periodenlänge kannten, bleibt unklar. Zweifelsfrei belegt ist jedoch die zentrale Rolle der den Sirius verkörpernden Göttin Sopdet in kalendarischen Fragen seit dem Alten Reich, ja sogar in Verbindung mit dem Jahresanfang (erster Monat des neuen Jahres: Wepet-renpet).
Der heliakische Aufgang von Sirius wanderte dabei nicht mit dem „Sothis-Jahr“, sondern fand mit astronomischer Regelmäßigkeit genau nach einem siderischen Jahr statt – aber aufgrund der Präzession der Erdachse verschob sich allmählich auch dieser, so dass der heliakische Aufgang von Sirius de facto bereits in der Antike ungefähr einen Monat später war als in der Frühdynastischen Periode Ägyptens. Ursprünglich fiel der heliakische Aufgang des Sirius aber mit dem Beginn des ägyptischen Jahres und der Nilschwemme zum Sommeranfang zusammen – weswegen das Erscheinen von Sirius bzw. Sopdet auch später als Fest der Wiederkehr des Lebens gefeiert wurde.

## Hintergrund

### Siderisches, tropisches und 365-Tage-Kalender-Jahr
Zwischen zwei heliakischen Aufgängen eines Fixsterns (keine Eigenbewegung) vergeht im Mittel ein Sternenjahr oder ein siderisches Jahr, das 365,2564 Tage lang ist. Um diesen Wert findet eine kleine Schwankung mit der Periodendauer der Präzession der Erde von etwa 26.000 Jahren statt, weil sich durch die Präzession die Deklination des Sterns und damit die Zeit seiner Horizontpassage ändert. Der Tag des heliakischen Sirius-Aufgangs durchläuft das ohne Schalttage berechnete 365-Tage-Kalenderjahr der Alten Ägypter im Mittel in etwa 1424 Jahren (365 ÷ (365,2564 − 365) = 1424). Durch langzeitige Beobachtung ermittelte man damals 1460 Jahre, ein Wert der durch moderne astronomische Rechnungen bestätigt wird.
Der zur Zeit der Alten Ägypter gültige Wert von 1460 Jahren für die Periodendauer des Sothis-Zyklus ist zufällig gleich groß wie die Dauer, die der Frühlingspunkt braucht, das von den Alten Ägyptern schließlich als „richtig“ erkannte – aber nicht angewendete – 365,25 Tage lange Kalenderjahr einmal zu durchlaufen (365 ÷ (365,25 − 365) = 1460). „Richtig“ bedeutet, das Kalenderjahr jeweils nach der erneuten Passage der Sonne durch den Frühlingspunkt am Himmel, einem 365,2422 Tage langen tropischen Jahr beginnen zu lassen. Die Annäherung des Kalenderjahres mit durchschnittlich 365,25 Tagen Länge wurde erst im anschließenden julianischen Kalender wirksam. Mit dem genaueren Wert von 365,2422 Tagen für das tropische Jahr lässt sich ein Zyklus mit einer Periode von 1507 Jahren für das einmalige Durchwandern des Frühlingspunktes durch das ägyptische Kalenderjahr angeben.
Das tropische Jahr ist das für einen Sonnenkalender „natürliche“ Kalenderjahr. Es beginnt jeweils, wenn die Sonne den Himmelsäquator im Frühlingspunkt überschreitet. Dieser fiktive Stern (Widderpunkt) ist aber kein fixer Punkt am Himmel. Er wandert infolge der Präzession der Erde langsam rückwärts (ein Umlauf auf dem Himmelsäquator in etwa 26.000 Jahren), weshalb das tropische Jahr der Sonne leicht kürzer als das siderische Jahr der Fixsterne ist.

### Abhängigkeit des Tages des heliakischen Aufgangs des Sirius von der geographischen Breite
Die scheinbare Position von Sirius am Himmel ist abhängig vom Beobachtungsort auf der Erde und wird von der Erdpräzession sowie der Eigenbewegung des Sirius zusätzlich beeinflusst. So ist beispielsweise in der heutigen Zeit Sirius vom Nordpol bis zum 74. nördlichen Breitengrad nicht zu sehen, während Sirius vom Südpol bis zum südlichen 73. Breitengrad ständig am Himmel steht und nicht untergeht. Damit verbunden nimmt vom 73. nördlichen Breitengrad ausgehend die maximal sichtbare Höhe über dem Horizont bis in die Region des Äquators je Breitengrad um einen Höhengrad auf etwa 83° zu, um sich bis zum Südpol wieder auf etwa 30° zu reduzieren. Zusätzlich ändert sich je Breitengrad der Aufgangsort von Sirius. Am 73. nördlichen Breitengrad taucht Sirius am Horizont in südöstlicher Lage (161°) auf, am Äquator dagegen fast im Osten (106°). Die unterschiedlichen Sichtbarkeitsverhältnisse wirken sich auf die Beobachtungsdauer am Himmel aus, die zwischen etwa 140 Minuten am 73. nördlichen Breitengrad und der ständigen Präsenz am Südpol je nach Ortslage veränderliche Werte aufweist. Ähnliche Bedingungen gelten hinsichtlich des Breitengrads für den Sonnenaufgang, der gegenüber dem Vor- und Folgetag zeitlich variiert.
Die geographischen Abweichungen haben für den Bereich vom nördlichen 73. bis zum südlichen 73. Breitengrad im Ergebnis jeweils einen individuellen „breitengradabhängigen Sothis-Zyklus“, der zudem ständige Veränderungen in der Vergangenheit vorweist beziehungsweise zukünftigen Abweichungen unterliegt. Das Alte Ägypten umfasste die Region vom 24. bis zum 31. nördlichen Breitengrad. Unter Berücksichtigung der genannten Gegebenheiten ist und war die Möglichkeit eines konstanten und zeitgleichen Sothis-Zyklus auch im Alten Ägypten zu keiner Zeit gegeben.
| Datierungen der weltweiten heliakischen Aufgänge von Sirius und maximale Beobachtungsdauer |                      |                |                       |                   |
| Beobachtungsort                                                                            | Heliakischer Aufgang | Aufgangsazimut | Maximale Horizonthöhe | Beobachtungsdauer |
| Wellington                                                                                 | 9. Juni              | 113°           | 65°                   | 12 h              |
| Rio de Janeiro                                                                             | 29. Juli             | 108°           | 50°                   | 10 h              |
| Kairo                                                                                      | 4. August            | 109°           | 43°                   | 9 h               |
| Berlin                                                                                     | 26. August           | 118°           | 20°                   | 7 h               |
| Oslo                                                                                       | 4. September         | 125°           | 13°                   | 6 h               |

### Historische Erklärungsversuche

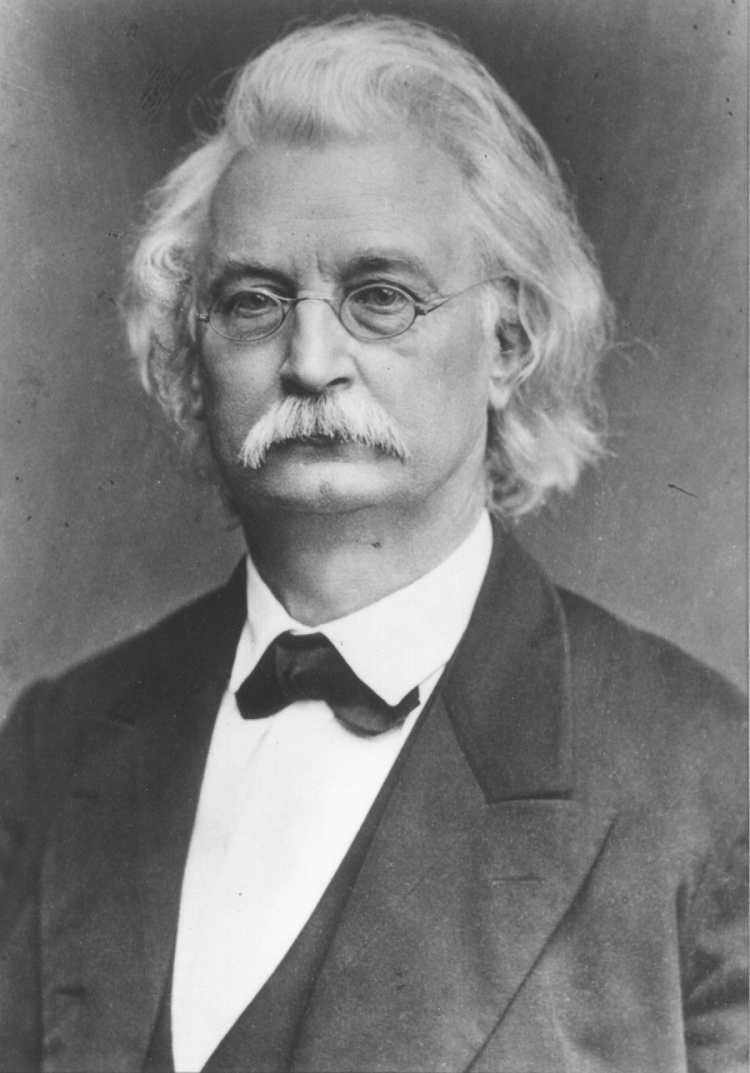
Ägyptologe Karl Richard Lepsius

Die antiken Historiker hatten nicht die technischen Voraussetzungen der heutigen Astronomie, weshalb deren Berechnungen im Ergebnis zu leichten Abweichungen führten. Unter der Annahme, dass Sirius alle vier Jahre um einen Tag im ägyptischen Kalender wanderte, ergab sich bei 365,25 Tagen im julianischen Kalender der so angesetzte Sothis-Zyklus von 1461 Jahren (365,25 × 4). Die Beobachtungsmöglichkeiten der modernen Astronomie zeigen genaue Werte, die daher Ungenauigkeiten der früheren Ansetzungen korrigieren.
Seit der wissenschaftlichen Entdeckung des Sothis-Zyklus, in Verbindung mit dem ägyptischen Kalender im Alten Ägypten, wurden bis in die heutige Zeit heftige Diskussionen unter Ägyptologen und Historikern hinsichtlich seiner Bedeutung für die Ägypter geführt. Die geschichtliche Entwicklung, die von persönlichen Eitelkeiten, Meinungen und Fakten beherrscht wurde, führte immer wieder zu neuen Betrachtungsperspektiven des Sothis-Zyklus. Eine neue Studie wurde 2017 publiziert.
Einige Historiker nahmen an, dass Sirius zwar die Grundlage des ägyptischen Kalenders bildete, aber nicht ausschlaggebend für die Einführung des ägyptischen Kalenders war und zudem in diesem Zusammenhang als Sothis-Zyklus im Voraus berechnet wurde. Ein anderer Teil der Forscher vertrat die Auffassung, dass Sirius zunächst keine gewichtige Rolle bei der Einführung des ägyptischen Kalenders einnahm und der Sothis-Zyklus erst später bemerkt wurde. Als Begründung für die zweite Annahme wurde die Verbindung von Sirius mit Osiris gesehen. Die Ägypter nahmen deshalb ursprünglich eine andere Zuordnung in der Frühzeit der ägyptischen Geschichte für Sirius vor. Außerdem wird der Umstand angeführt, dass, auf Grund der langen Zeitdauer des Sothis-Zyklus, zum Zeitpunkt der uns bekannten Dynastiegründungen die gesamte Zyklusdauer nicht bekannt gewesen sein konnte.
Von einigen Forschern wird die Meinung vertreten, dass Sirius erst mit der gemeinsam erfolgenden Nilschwemme ein wichtiger Bestandteil im ägyptischen Kalender wurde und deshalb erst später die Integration erfolgt sei. Im Mittelpunkt der Forschung standen daher die Versuche, genügend Beweise und Hinweise zu finden, welche Auswirkungen der Sothis-Zyklus auf den ägyptischen Kalender hatte. Die Betrachtung der verschiedenen Ansatzpunkte antike Berechnung des Sothis-Zyklus, archäologische Funde von Aufzeichnungen der heliakischen Aufgänge des Sirius und mathematische Berechnungen des Sothis-Zyklus, zeichnen den geschichtlichen Weg.

### Herkunft des Namens und Datierungsangaben
| M44 | X1 · N14 |

| M44 | X1 · N14 |

Göttin Sopdet

Ob die Bedeutung „die Spitze“ mit dem ursprünglichen altägyptischen Sternbild Sopdet in Verbindung gebracht wurde, das in der Frühzeit Sirius und zwei weitere Sterne beinhaltete, bleibt dabei unklar. Die entsprechende gräzisierte Schreibung Σωτις für Sothis und Benennung Σείριος als „Seirios“ für Sirius erfolgte später über Plutarch.
Sowohl die Daten des julianischen als auch des gregorianischen Kalenders lassen sich nicht exakt mit den im ägyptischen Kalender verwendeten Sothis-Angaben vergleichen. Der altägyptische Tag begann mit dem Sonnenaufgang, der ersten Sichtbarkeit der Sonne. Der heliakische Aufgang des Sirius erfolgt jedoch bereits in der Morgendämmerung vor den ersten Sonnenstrahlen. Entsprechend ist für eine Deckungsgleichheit die Korrektur um einen Tag zu berücksichtigen. Gleiches gilt für den proleptischen Kalender.

## Die Erforschung des Sothis-Zyklus in der Antike

### Censorinus
Censorinus war ein römischer Autor. Er lebte im 3. Jahrhundert n. Chr. und schrieb sein Werk „100 Jahre nach der Zeit“, als Kaiser Antoninus Pius und Bruttius Praesens Konsuln waren (139/140 n. Chr.) In der Abhandlung „De Die Natali Liber“ nennt Censorinus bezüglich des Sothis-Zyklus das Datum des heliakischen Aufgangs:

„Aber die verschiedenen Jahre beginnen immer am Ersten des Monats, welchen sie [d. h. die Ägypter] Thot nennen. Jener Tag fällt dieses Jahr auf den siebten Tag vor den Kalenden des Monats Juli [25. Juni], während vor 100 Jahren, als Imperator Antoninus Pius das zweite Mal Konsul und Bruttius Praesens der andere Konsul in Rom waren, eben dieser Tag auf den 13. Tag vor den Kalenden des August fiel.[20. Juli],
Zu dieser Zeit findet in Ägypten der [heliakische] Aufgang des Canicula [(lateinische Bezeichnung für Sirius)] statt.
Nun ist es möglich, „das große Jahr“, wie es in Ägypten genannt wurde, näher zu bestimmen.“

Otto Neugebauer und Richard Anthony Parker ordneten zwischenzeitlich den Begriff „Großes Jahr“ dem altägyptischen Mondkalender zu. Das „Große Jahr“ bezieht sich daher auf die jeweiligen Schaltjahre und nicht auf den Anfang des Sothis-Zyklus. Aus dem Papyrus Carlsberg 9 geht hervor, dass 139 n. Chr. ab Juli das 21. Zyklusjahr markierte. Das Schaltjahr als „großes Jahr“ begann jedoch schon im Juli 138 n. Chr. als 20. Zyklusjahr und endete 139 n. Chr. mit der Jahreszeit Heriu-renpet. Der heliakische Aufgang von Sirius fiel 139 n. Chr. noch auf den letzten Tag der Jahreszeit Heriu-renpet, dem mit Sonnenaufgang das Sothis-Fest am 1. Thot folgte.
Censorinus vermerkte hinsichtlich des heliakischen Aufgangs von Sirius in seinen Aufzeichnungen keinen Bezugsort. In den Jahren 1924 bis 1926 reiste Ludwig Borchardt nach Ägypten, um die Sichtbarkeit des heliakischen Aufgangs zu dokumentieren. Er beobachtete unter anderem 1925 am 3. August (julianisches Datum 21. Juli) um 4:42 Uhr in Kairo den heliakischen Aufgang von Sirius. Aufgrund dieser und anderer Beobachtungen von Ludwig Borchardt konnte für den Ort Kairo ein Sehungsbogen von etwa 9,5° für jene Zeit ermittelt werden. Der Sehungsbogen des Sirius bezeichnet den notwendigen Minimalabstand zwischen der unter dem Horizont stehenden Sonne und dem am sichtbaren Himmel befindlichen Sirius, um heliakische sowie akronychische Auf- oder Untergänge beobachten zu können. Der bis zu diesem Zeitpunkt angenommene Sehungsbogen konnte nach Beobachtungen von Borchardts Team von 11° auf 8,6° bis 9,6° gesenkt werden.
Wetter und Luftverschmutzungen können die Sichtbarkeitsbedingungen beeinträchtigen. Der Sehungsbogen in der heutigen Zeit kann jedoch nicht ohne weiteres auf damalige Verhältnisse übertragen werden. Die von Teilen der Historiker verwendeten neueren Daten führen bei Berechnungen deshalb teilweise zu falschen Ergebnissen. Für den 20. Juli als Beobachtungstag von Censorinus ergeben sich für die in Frage kommenden Bezugsorte folgende Sehungsbögen, wobei nur die Region um Alexandria die borchardtschen Sehungsbogenwerte aufweist:
| Sehungsbogen von Sirius am 19. Juli (20. Juli im julianischen Kalender) |                    |                 |                 |                 |                 |
| Jahr                                                                    | Alexandria         | Kairo           | Memphis         | Theben          | Elephantine     |
| 239 n. Chr.                                                             | 9,3° (HA 4:29 Uhr) | 10,4° (kein HA) | 10,5° (kein HA) | 13,9° (kein HA) | 15,2° (kein HA) |
| 139 n. Chr.                                                             | 9,3° (HA 4:28 Uhr) | 10,5° (kein HA) | 10,6° (kein HA) | 14,1° (kein HA) | 15,4° (kein HA) |

Die Wahl eines abweichenden Bezugsortes in Verbindung der fehlerhaften Sothis-Zyklus-Berechnung mit 1460 Jahren führt zu falschen Datierungen der Ereignisse und zu einer fehlerhaften Ansetzung des Sothis-Zyklus. Unter Berücksichtigung dieser Umstände lag der Beginn des Sothis-Zyklus vor 139 v. Chr., falls Memphis im Neuen Reich als Bezugsort diente. Bereits 238 v. Chr. lag in Rückrechnung von Censorinus somit eine Abweichung von mindestens einem Tag vor, da Ptolemaios III. den heliakischen Aufgang für den 1. Payni notierte. Die Schlacht bei Megiddo fand nach Berechnungen des Sothis-Zyklus von Censorinus um 1501 v. Chr. statt, obwohl der Feldzug von Thutmosis III. in den Jahren zwischen 1470 und 1456 v. Chr. erfolgte.
Außerdem deckt sich Censorinus’ Angabe nicht mit dem während des Feldzuges vermerkten Neumondtag im ägyptischen Mondkalender. Die Schlussfolgerung von Censorinus, dass das „große Jahr“ der Ägypter an den 20. Juli gekoppelt war, ist durch die ermittelten astronomischen Daten zwischenzeitlich widerlegt. Dennoch übernahmen einige Historiker die Schlussfolgerung von Censorinus für die Berechnung des Sothis-Zyklus. Der Ägyptologe Rolf Krauss weist deshalb auf die auch heute immer noch weit verbreitete Ansicht von Censorinus hin: „Das Märchen eines Sothis-Zyklus von 1.460 julianischen Jahren mit dem seit Urzeiten konstanten Aufgangstag 19. Juli ist als eine willkürlich geschaffene falsche Konstruktion erwiesen“.

### Theon von Alexandria
Theon von Alexandria war ein antiker griechischer Astronom und gab die elfbändige Abhandlung zum Almagest von Claudius Ptolemäus heraus. Nach Theon begann der neue Sothis-Zyklus mit einer Länge von 1460 Jahren im fünften Jahr des Prinzipats des Augustus, das auf 26 v. Chr. fiel. Eine weitere handschriftliche Notiz Theons auf einem Manuskript lautete: (Zwischen) 100 Jahren nach Beginn der Diokletian-Ära und dem Beginn des Sothis-Zyklus liegen 1605 Jahre. Theon nannte selbst kein genaues Datum und bezog sich auf die Ära der 19. Dynastie. Die widersprüchlichen und ungenauen Aussagen Theons lassen aus diesen Gründen keine genaue Auswertung seiner Berechnungen zu.

## Archäologische Funde

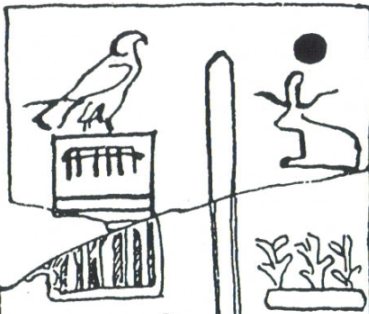
Elfenbeintäfelchen des Djer

### Das Elfenbeintäfelchen aus Abydos
Die Herrschaft des altägyptischen Königs Djer wird von 2952 bis 2880 v. Chr. beziehungsweise von 2999 bis 2952 v. Chr. angesetzt. Aus seiner Regierungszeit wurde ein Elfenbeintäfelchen in Abydos gefunden, auf welchem die ägyptische Göttin Sopdet als sitzende Kuh mit dem Symbol der Gottheit Schu zwischen ihren Hörnern als Verkörperung von Sirius und des zugehörigen Jahres zu sehen ist.
Manche Ägyptologen sehen in diesem Elfenbeintäfelchen den Beweis dafür, dass der Sothis-Zyklus schon vor der ersten Dynastie bekannt gewesen sein muss. Als weitere Begründung für die Theorie eines Sothis-Zyklus vor der ersten Dynastie (vor- oder prädynastisch) dient die Annahme, dass die symbolische Darstellung des Jahres ohne Kenntnis eines auf Sopdet basierenden Kalenders nicht erfolgt wäre.

### Salbgefäß aus dem Alten Reich mit Sothisdatum
Ein offenbar 2014 in einer Privatsammlung entdecktes Salbgefäß nennt den Sothis-Aufgang; Monat 4, Achet-Saison, erster Tag. Bei einem angenommenen Beobachtungsort Memphis deutet auf ein Zeitfenster von 2419 bis 2406 v. Chr. Stilistisch wird das Salbgefäß in die 5. Dynastie datiert.

### Papyrus al-Lahun
Im Jahr 1899 wurde ein Papyrusfragment aus Lahun von Ludwig Borchardt publiziert, der ihn nach seinem Fundort nahe dem Fayum benannte. Zuvor hatte schon Flinders Petrie viele Papyri gefunden. Die beiden Fragmente des Papyrus Berlin 10012 sind hier relevant: Ein Teil des ersten Fragmentes 10012A VS übersetzte Borchardt: „Du sollst wissen, dass der heliakische Aufgang von Sirius auf dem 16. Tag des vierten Monats im Winter stattfindet. Verkünde es den Priestern der Stadt von Sechem-Sesostris-maa-cheru sowie Anubis auf dem Berg.“ Im zweiten Fragment 10012B findet sich der Eintrag für das sich anschließende Sothis-Fest: „Jahr 7 (eines namenlosen Königs), 17. Peret IV, Lieferung von 200 Broten und 60 Krügen Bier.“
Borchardt grenzte nun die in Frage kommenden Könige auf Sesostris III. und Amenemhet III. ein. Nach weiteren Untersuchungen entschied er sich für Sesostris III. Es entbrannten, hinsichtlich seiner Entscheidung, in der Ägyptologie Diskussionen, ob die Entscheidung Borchardts fundiert sei. Erst nach 1974 konnte die Annahme Borchardts, durch Datierungseingrenzungen anderer Könige, endgültig bestätigt werden.

### Graffito aus der 17. Dynastie
In die 17. Dynastie datiert ein Graffito aus der ägyptischen Westwüste Gebel-Tjauti, das den Bericht einer Beobachtung des heliakischen Aufgangs am 20. Schemu II enthält. Daneben wird das 11. Regierungsjahr eines Königs genannt, dessen Name nicht mehr erhalten geblieben ist. Wahrscheinlich erfolgte die Beobachtung von einem Plateau.
Der 20. Schemu II liegt 19 Tage vor dem Datum aus dem 9. Regierungsjahr des Amenophis I. (18. Dynastie). Falls sich die Sichtung auf Memphis bezieht, fand der heliakische Aufgang zwischen 1614 und 1610 v. Chr. statt. Sollte die Beobachtung aus Theben stammen, wäre das Jahr 1608 v. Chr. anzusetzen.

### Papyrus Ebers

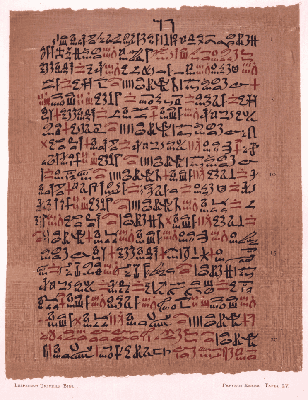
Abschnitt des Papyrus Ebers

Der Papyrus Ebers wurde in der Zeit zwischen 1530 v. Chr. und 1501 v. Chr. verfasst. Neben medizinischen Themen und Zaubersprüchen enthält er auch Angaben zum heliakischen Aufgang des Sirius. Er wurde 1873 von Georg Ebers in Luxor für das Leipziger Museum erworben und befindet sich heute in der Universitätsbibliothek Leipzig. Im Zusammenhang mit dem heliakischen Aufgang des Sirius ist dort vermerkt:
„Im neunten Jahr der Herrschaft seiner Majestät, der König von Ober- und Unterägypten, Djeser-ka-re, er möge ewig leben, erfolgte die Feier des neuen Jahres am dritten Monat des Sommers, am neunten Tag“.
Nach anfänglichen Schwierigkeiten, diese Eintragung dem richtigen ägyptischen König zuzuordnen, konnte zwischenzeitlich eine Zuweisung an Amenhotep I. zweifelsfrei bestätigt werden. Weitere Untersuchungen belegten das Alter des Papyrus und damit eine enge zeitliche Eingrenzung. Die Daten des heliakischen Sirius-Aufgangs stellen einen weiteren wichtigen Stützpfeiler der ägyptischen Königs-Chronologie dar und sind in Verbindung mit dem Sothis-Zyklus von großer Bedeutung.
Nicolas Grimal berechnete den heliakischen Aufgang des Sirius auf 1537 v. Chr. und als Beginn der Herrschaft von Amenhotep I. das Jahr 1546 v. Chr. mit Kopplung des Beobachtungsorts an Memphis. Für den Fall der Aufzeichnung in Theben schätzte Grimal 1526 v. Chr. als Jahr des Regierungsantritts.

### Thutmosis III.

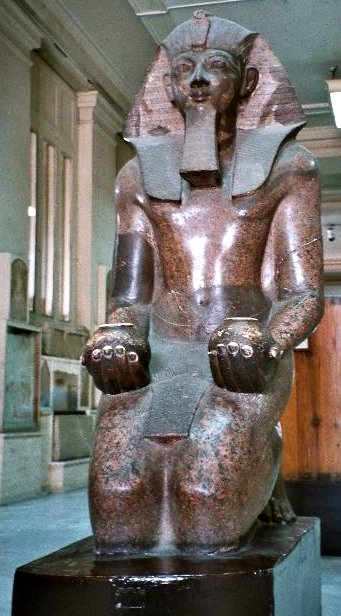
Granitstatue Thutmosis III. im ägyptischen Museum Kairo

In der Regierungszeit des Thutmosis III. wurde ebenfalls der heliakische Aufgang des Sirius notiert: „Im dritten Monat des Sommers, 28. Tag: An diesem Tag Feiern des Neujahrfestes von Sopdet.“ Die Information des zugehörigen Regierungsjahres ist nicht erhalten geblieben. Das Datum des heliakischen Aufgangs (27. Schemu III) liegt 18 Tage hinter dem Eintrag von Amenophis I., was eine zeitliche Differenz zwischen 70 und 75 Jahren bedeutet.
Aus der Regierungszeit des Thutmosis III. sind zugleich selten genannte Neumond-Aufgänge erhalten. Die Verbindung aller Daten führt zu einer sehr genauen Eingrenzung der Regierungszeit und ist dadurch eine weitere Bestätigung der richtigen Zuordnung des Eintrags für Amenhotep I. im Papyrus Ebers. Das fehlende Regierungsjahr des Thutmosis III. kann durch die exakte Einordnung nun näher bestimmt werden.

### Chronologische Bedeutung der Papyri-Funde
Einig sind sich die Historiker in der wichtigen Bedeutung der Papyri-Funde. Die Einträge des heliakischen Aufgangs von Sirius ermöglichten einerseits die zeitlichen Zuordnungen von Sesostris III., Amenhotep I. und Thutmosis III., andererseits war mit diesen Einträgen eine erste nähere Bestimmung des Sothis-Zyklus möglich, da eine Verbindung zu den Angaben von Censorinus hergestellt werden konnte. In Kombination der neu gewonnenen Erkenntnisse und in deren Folge konnten genauere Berechnungen durchgeführt werden.
Der Hinweis vom ägyptischen König Djer war dagegen zu allgemein gefasst und erlaubte keine nähere Datumsbestimmung des Sothis-Zyklus; war jedoch ein wichtiger Fund, weil zu seiner Zeit der Name Sirius in Form von Sopdet als Jahresbezeichnung schon bekannt war und dadurch ein Beweis für einen, schon zu Zeiten von Djer, existierenden Sothis-Zyklus darstellte. In der Beurteilung der neuen Sachlage, bezüglich des Sothis-Zyklus, gingen die Meinungen der Historiker in verschiedene Richtungen.

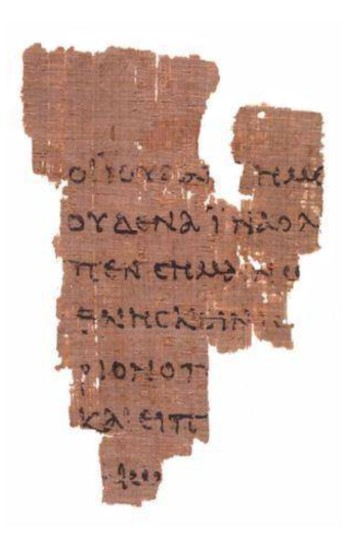
Beispiel für einen typischen Papyrus in schlecht erhaltenem Zustand

Die Gründe für die verschiedenen Ansichten sind vielfältig: Im Zeitraum zwischen dem Ende des 19. Jahrhunderts n. Chr. und in den ersten zwei Dritteln des 20. Jahrhunderts n. Chr. erfolgten die meisten archäologischen Entdeckungen; dadurch bedingt auch die meisten Veröffentlichungen der Chronologie. Auf Basis dieser Veröffentlichungen wurden die Zuordnungen des Sothis-Zyklus vorgenommen. Die Datierungen der antiken Historiker trugen zunächst zu unterschiedlichen Bewertungen der Chronologie bei. Die Papyri-Funde und die damit verbundenen Datierungen von Sesostris III., Amenhotep I. und Thutmosis III. erfolgten deshalb zunächst in einem Rahmen großer zeitlicher Differenzen. Die unterschiedlichen Gewichtungen in der Beurteilung der Systeme „Sothis-Zyklus“ / „Archäologische Zeitrechnung“ stellten die Hauptursachen der hohen Abweichungen dar. Genauere Datierungsmöglichkeiten boten sich im letzten Drittel des 20. Jahrhunderts n. Chr. durch weitere Funde und Fortschritte in der Zeitbestimmung von archäologischen Funden. Alte Theorien und Chronologieansätze wurden verworfen und neue Ansätze entwickelt. Der Sothis-Zyklus, eigentlich ein sehr genaues Datierungsinstrumentarium, wurde zunächst nicht nach astronomischen Gesetzmäßigkeiten beurteilt, da der archäologischen Altersbestimmung der Ausgrabungen mehr Gewicht beigemessen wurde. Die Folge war ein willkürliches Ansetzen des Sothis-Zyklus an markanten historisch-chronologischen Einschnitten im Alten Ägypten. In den entsprechenden Veröffentlichungen wurde die Ansetzung des Sothis-Zyklus zumeist mit den Worten „wahrscheinlich, könnte, eventuell“ beschrieben und war damit Objekt vieler Theorien, die auf diese Art und Weise untermauert werden sollten. Eine Annäherung an die astronomischen Gegebenheiten des Sothis-Zyklus sollte erst zum Ende des 20. Jahrhunderts n. Chr. erfolgen.

### Vulkan-Ausbruch Santorin

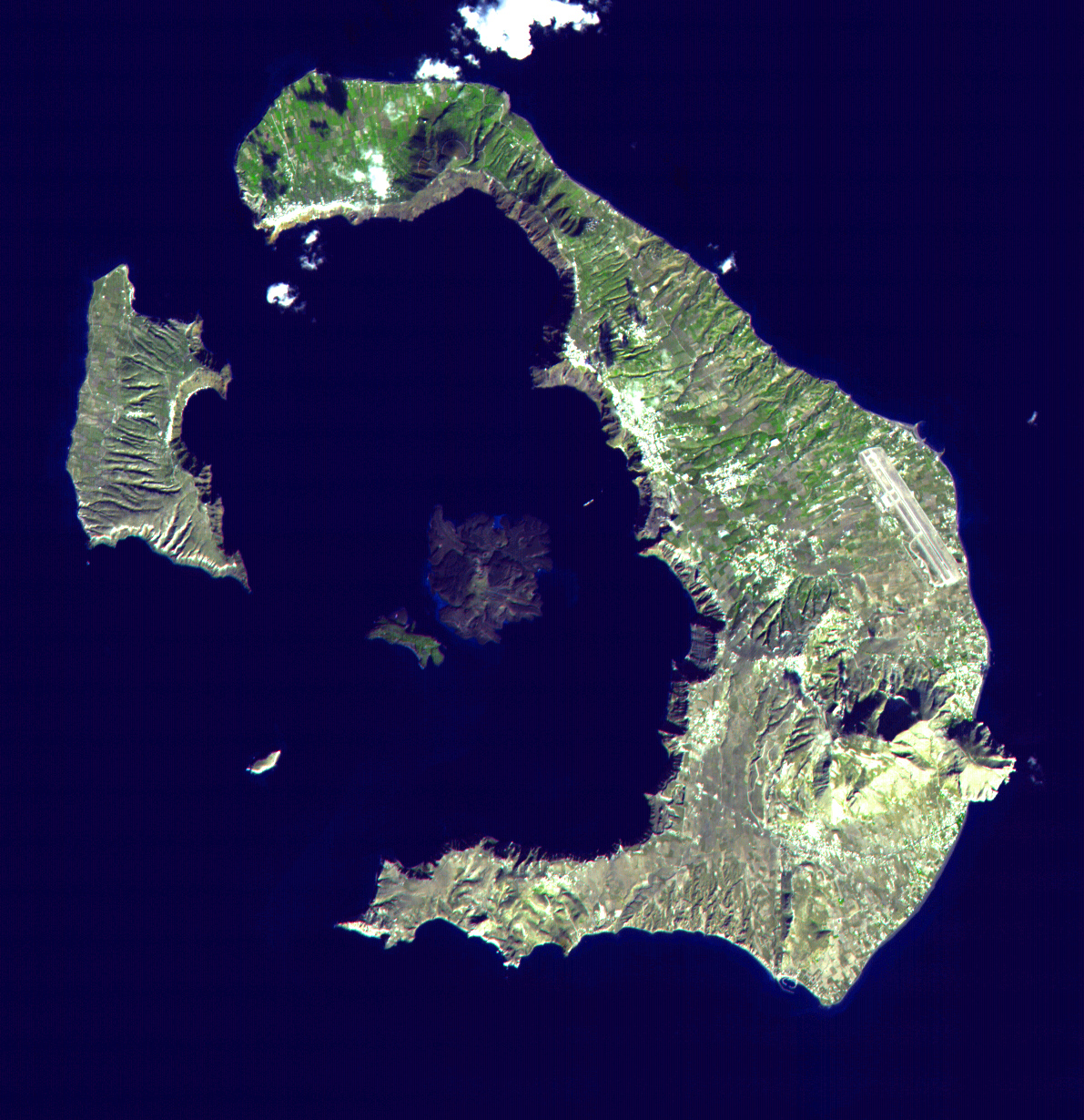
Vulkankrater von Santorin (Neuzeit)

Eine Anzahl von Kritikern hat die anfängliche Skepsis gegen die Datierung, stützend auf den heliakischen Aufgang des Sirius, aufgegeben. Die Mehrzahl der Forscher nimmt die Daten als wichtiges Merkmal zur Zeitbestimmung des Sothis-Zyklus in Verbindung mit der ägyptischen Königs-Chronologie. Es gibt jedoch weiterhin Skeptiker, die beispielsweise die Minoische Eruption des Vulkans auf Santorin als Anfang der 18. Dynastie in Ägypten kennzeichnen und den Sothis-Zyklus in direkte Abhängigkeit dazu setzen. Bezug wird auch auf die „Unwetterstele“ des Ahmose I. genommen. Es wird von einer Naturkatastrophe berichtet: „Von ungeheurem Tosen und tagelanger Finsternis in ganz Ägypten“, was einer typischen Begleiterscheinung eines Vulkanausbruchs entspricht. Die Katastrophe ereignete sich zwischen dem elften und dem 22. Regierungsjahr des Ahmose.
Die relative Chronologie der minoischen Kultur, die bereits von Arthur Evans ausgearbeitet und seitdem immer weiter verfeinert wurde, verknüpften zuletzt unter anderem 1989 Peter Warren und Vronwy Hankey mit der recht gesicherten, absoluten Chronologie Ägyptens. Demnach steht die Phase „Mittelminoisch III“ (MM III) mit der Hyksoszeit, die Phase „Spätminoisch IA“ (SM IA) mit dem Ende der Zweiten Zwischenzeit und „Spätminoisch IB“ (SM IB) mit der Zeit von Hatschepsut und Thutmosis III. in Verbindung. Wird diese Argumentation der Minoische Eruption etwa 30 Jahre vor Ende der Phase SM IA gesetzt, ergeben die Jahre 1530 bis 1500 v. Chr. einen möglichen Ansatz, was wiederum das frühestmögliche erste Regierungsjahr von Ahmose I. für 1541 v. Chr. bedeuten würde.
Die Ägyptologen Rolf Krauss und Thomas Schneider setzen das erste Regierungsjahr von Ahmose I. für 1539 v. Chr. an, wobei Wolfgang Helck für das neunte Regierungsjahr von Amenophis I. einen Zeitraum zwischen 1516 und 1505 v. Chr. nennt, falls Elephantine als Bezugsort gewählt wurde. Rolf Krauss und Thomas Schneider nehmen 1506 v. Chr. als neuntes Regierungsjahr von Amenophis I. an. Aus diesen Ansetzungen ergibt sich für die „Unwetterstele“ ein möglicher Zeitkorridor zwischen 1530 und 1516 v. Chr.

## Abweichungen in der Datierung
Die Tabelle zeigt mögliche Datierungen in Verbindung mit dem Sothis-Zyklus, die zu unterschiedlichen Jahreszahlen in der Ägyptischen Chronologie führen:
| Bezugsort                                                                                                 | Datum | Mögliche Datierung    | Bemerkungen und Angaben                                                       |
| --- | ----- | --------------------- | ----------------------------------------------------------------------------- |
| Sothis-Fest von Sesostris III.                                                                            |       |                       |                                                                               |
| Elephantine                                                                                               | ???   | 1833 bis 1830 v. Chr. | „17. Peret IV im siebten Regierungsjahr (Heliakischer Aufgang: 16. Peret IV)“ |
| Beginn der 18. Dynastie unter Ahmose I.                                                                   |       |                       |                                                                               |
| Elephantine                                                                                               | ???   | 1539 bis 1536 v. Chr. | Erstes Regierungsjahr Ahmose I. (Begründer der 18. Dynastie)                  |
| Ahmose I. und die Unwetterstele. Möglicher Zeitraum, in welchem die „tosende Dunkelheit“ auftreten konnte |       |                       |                                                                               |
| Elephantine                                                                                               | ???   | 1530 bis 1519 v. Chr. | Eintrag des Ahmose I. über „tosende Dunkelheit“                               |
| Heliakischer Aufgang Sothis unter Amenophis I.                                                            |       |                       |                                                                               |
| Elephantine                                                                                               | ???   | 1506 bis 1503 v. Chr. | „9. Schemu III im neunten Regierungsjahr (Sothis-Fest am 10. Schemu III)“     |
| Sothis-Fest von Thutmosis III. in Elephantine                                                             |       |                       |                                                                               |
| Elephantine                                                                                               | ???   | 1434 bis 1431 v. Chr. | „28. Schemu III, ohne Regierungsjahr-Nennung“                                 |

## Die Erforschung des Sothis-Zyklus in der Neuzeit

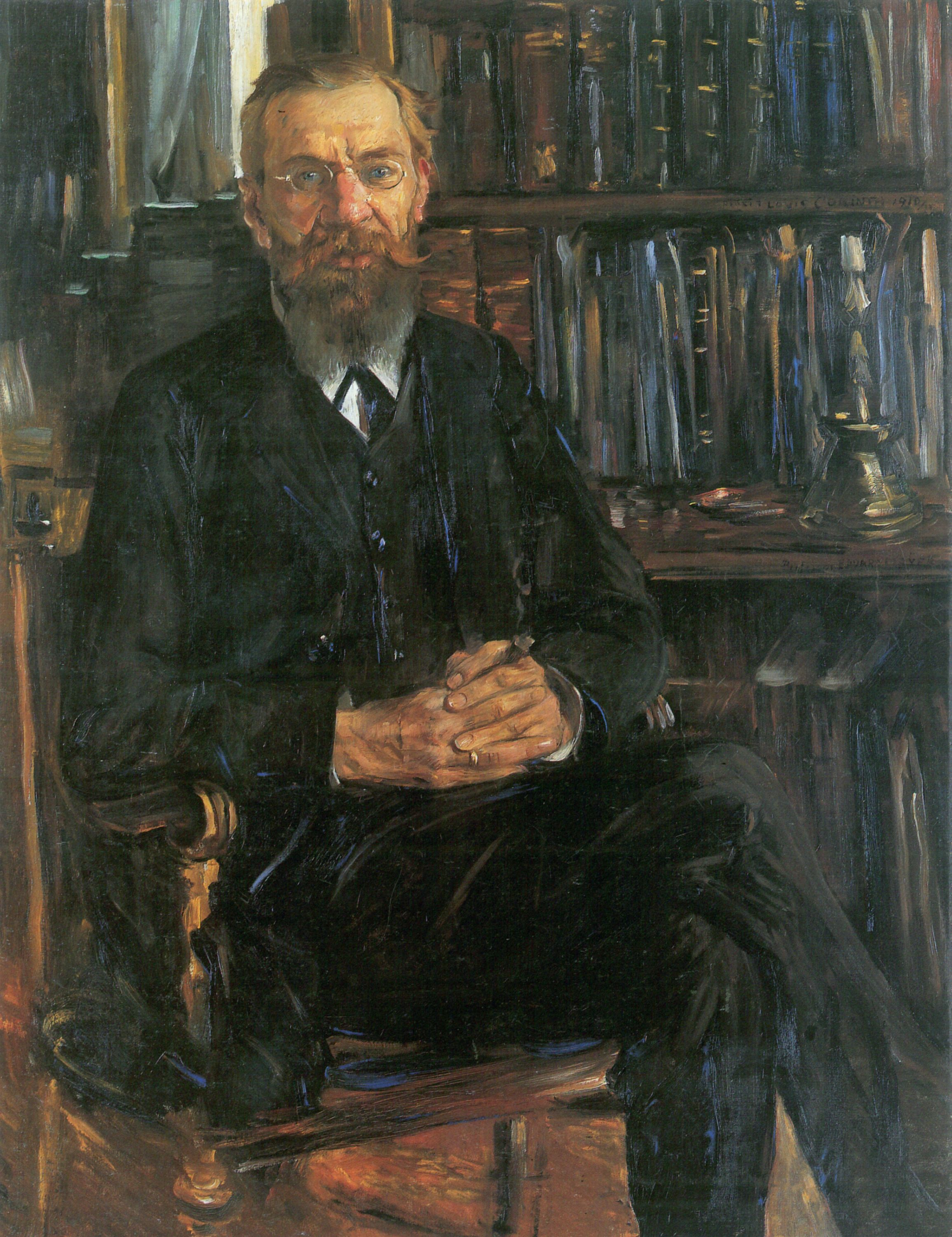
Eduard Meyer

Eduard Meyer veröffentlichte seine Daten 1904 und legte den ersten Sothis-Zyklus auf das Jahr 4240 v. Chr. Als Basisjahr wählte er 139 n. Chr. und zog drei Zyklen, je 1460 Jahre, vom Jahr 139 n. Chr. ab. Die Verwendung von drei Zyklen geschah unter der Annahme, dass die Handhabung eines Sonnenkalenders durch die Ägypter historische Erfahrungswerte über einen langen Zeitraum benötigen. Ohne weitere Einbeziehung der bisherigen Chronologie folgten für die Jahre 2780 v. Chr. und 1320 v. Chr. die weiteren Ansetzungen nach seinen persönlichen Berechnungen. Kenneth A. Kitchen vertrat wie Eduard Meyer die Auffassung, dass der Sothis-Zyklus im ägyptischen Kalender nie angepasst worden sei. Er begründete seine Theorie unter anderem mit dem Eintrag der Nilflut unter dem ägyptischen König Merenptah (siehe auch Sothis-Zyklus und die Nilflut):
„In Deir el-Medina in Theben-West wurde ein Graffito aus dem ersten Regierungsjahr des ägyptischen Königs Merenptah gefunden. Der Eintrag der Nilflut ist nur dann nachvollziehbar, wenn der Zyklusbeginn in die Zeit zwischen 2800 v. Chr. und 2700 v. Chr. gelegt wird. In Abzug der 1460 Jahre, die von Censorinus für die Zyklus-Länge berechnet wurden, muss deshalb zu Merenptahs Zeiten von einem weiteren Sommer zwischen 1340 v. Chr. und 1240 v. Chr. ausgegangen werden. Die Nilflut ist an den Sommer gebunden, ein Verschieben der chronologischen Datierungen, wie David Rohl es fordert, wird durch diesen Umstand unmöglich“.
Die Ägyptologen konnten keine Einigkeit darüber erzielen, wann der Sothis-Zyklus anzusetzen sei. Ludwig Borchardts Berechnungen 1899 führten zu ersten verlässlicheren Daten des Sothis-Zyklus, die in der Folge die Chronologie der zweiten Zwischenzeit von bis dahin angenommenen 400 Jahren auf höchstens 200 Jahre reduzierten. Die Ansichten von Eduard Meyer und Kenneth Kitchen lehnte die Mehrzahl der Historiker ab, da der Sothis-Zyklus nicht zu den bisherigen Ansetzungen der ägyptischen Königschronologie passte. Flinders Petrie setzte den ersten Zyklus in die 4. Dynastie, Parker in die 2. Dynastie, Alan Gardiner lokalisierte ihn eine Dynastie später, während Herbert E. Winlock die Datierung mit der Herrschaft des König Djoser verband. In gleicher Weise handelten auch andere Ägyptologen, wie zum Beispiel William-Foxwell Albright und James H. Breasted, die den Anfang des zweiten Sothis-Zyklus mit Beginn der 18. Dynastie auf das Jahr 1580 bis 1560 v. Chr., je nach Beobachtungsort, ansetzten.
Manfred Bietak präsentierte, im Rahmen der Fragen zur ägyptischen Chronologie, im Jahr 2006 die Ergebnisse der Tagung des Spezialforschungsbereichs SCIEM2000. Während das neue Reich und die 18. Dynastie zwischenzeitlich eine weitestgehend stabile Chronologie in Anlehnung an den Sothis-Zyklus aufweist, ergeben sich bei den bisherigen Datierungen der Ägyptologen, hinsichtlich der dritten Zwischenzeit und des ersten Jahrtausends v. Chr., teilweise erhebliche Abweichungen gegenüber archäologischer Auswertungen.

## Beobachtungsort von Sothis
Bei der Wahl des Ortes für die Beobachtung des heliakischen Aufgangs von Sothis ergab sich für die Ägypter zumindest ein Problem: Die Sothis-Aufgänge fanden nicht zeitgleich statt. Vom südlichsten Punkt Altägyptens, Elephantine oder Assuan, erfolgte die heliakische Sichtung in nördliche Richtung zeitversetzt. In Alexandria konnte Sothis erst 6 bis 7 Tage später beobachtet werden. Die Festlegung auf einen zentralen Ort wie Memphis hatte für die Ägypter die Folge, dass die ausgerufenen Daten für den Süden als verspätet und für den Norden als verfrüht galten. Lepsius erwog daher einen feststehenden Bezugsort, der für ganz Ägypten nur minimale Abweichungen aufweist. Da sich jedoch keine historischen Argumente für diese Möglichkeit fanden, strichen die Ägyptologen seine Erwägungen aus der Diskussion.

### Griechisch-römische Epoche
Mit großer Wahrscheinlichkeit gilt in der griechisch-römischen Epoche Memphis als Beobachtungsort. Eine beiläufige Erwähnung des spätantiken Autors Olympiodor aus dem 6. Jahrhundert n. Chr. macht diese Aussage möglich. Nach ihm wurde die heliakische Sothis-Sichtung in Alexandria dann gefeiert, wenn „der Stern der Memphiten“ aufging. Olympiodors Interesse galt der Klärung von politischen Fragen der ägyptischen Geschichte. Die relevanten kalendarisch-astronomischen Fragen fielen nicht in sein Forschungsgebiet, weshalb in seinem Hinweis keine verfälschende Tendenz zu bemerken ist.
Die ägyptische Chronologie ging deshalb zunächst von Memphis als festen Bezugsort aus. In diesem Zusammenhang lag es nahe, Memphis als kulturelles und wirtschaftliches Zentrum zu sehen. Neuere astronomische und historische Daten sprechen allerdings gegen Memphis als „Aufzeichnungsort von Sothis“ in der Frühzeit Altägyptens.

### Ältere Epochen
Gegenüber der früheren traditionellen Annahme von Memphis als Beobachtungsort befinden sich nun auch die Orte Theben und Elephantine/Assuan in der Diskussion. Beide Orte ermöglichen eine synchrone Einordnung des Ebers-Papyrus mit der ägyptischen Chronologie.

## Sothis-Zyklus und die Nilflut

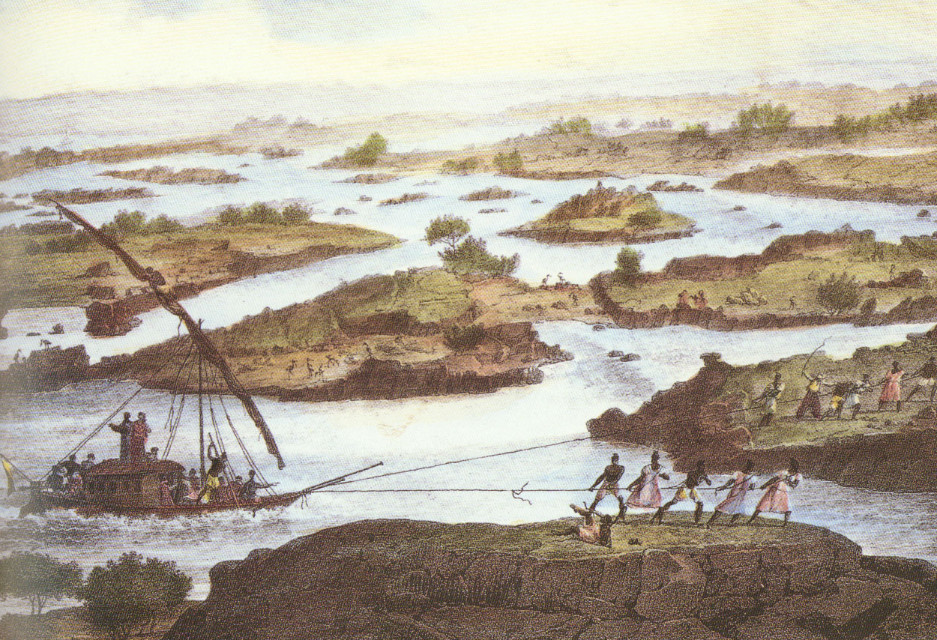
Historische Fahrt auf dem Nil

Zahlreiche Historiker gehen davon aus, dass der Sothis-Zyklus eng mit der Nilflut in Verbindung stand. Die Nilflut wird durch den Monsun verursacht, der in Äthiopien und dem Sudan hauptsächlich ab Mitte Mai den Nil anschwellen lässt. Die Wassermassen erreichten Anfang Juni Assuan und im weiteren Verlauf Ende Juni das Nildelta. Die Monsun-Niederschläge sind gelegentlichen Schwankungen unterworfen, was in Ägypten zu Verspätungen des lange ersehnten Nilhochwassers führte. Aus den seltenen Aufzeichnungen der Nilflut im Alten Ägypten sei hier als Beispiel, für das späte Eintreffen der Nilflut, der Eintrag vom ägyptischen König Merenptah im Jahr seiner Krönung genannt:
„Jahr 1, im dritten Monat Achet, Tag drei: An diesem Tag (3. Hathyr) verursachte das Wasser (Nil) die große Überschwemmung.“
Die Umrechnung des Eintrags zeigt für 1213 v. Chr. den heliakischen Aufgang von Sirius im Fayum am 21. Thot, der in diesem Jahr dem 7. Juli entsprach. Erst 42 Tage später folgte mit dem 3. Hathyr das Nilhochwasser.

## Heliakischer Aufgang Sirius zur Zeit von Ptolemaios III.

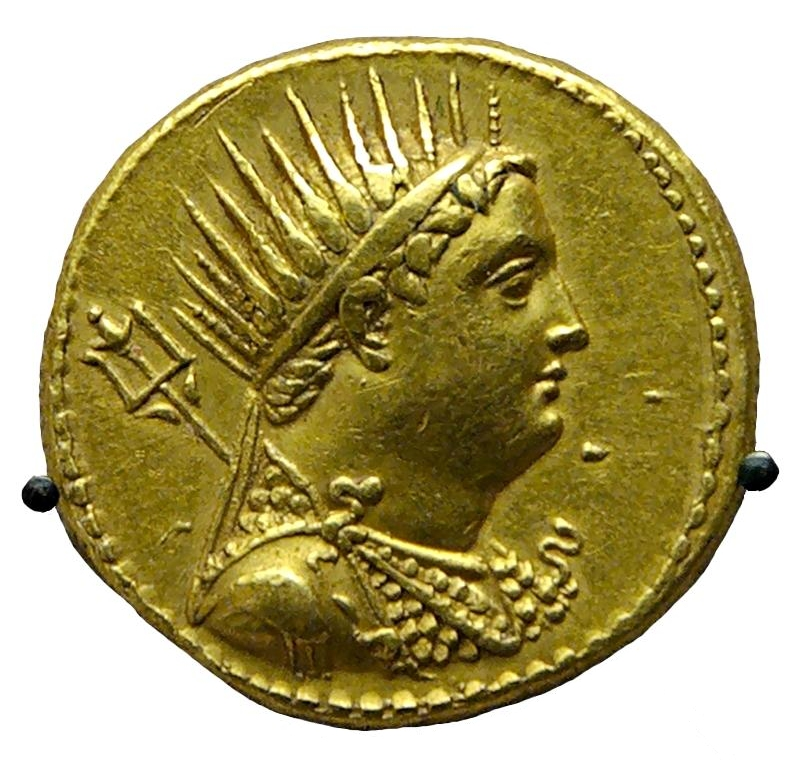
Ptolemaios III.

Die Aussage von Ptolemaios III. aus dem Jahr 238 v. Chr. zeigt die Hintergründe für die Einführung eines Schalttages, um den Zustand des ägyptischen Kalenders fest zu verankern: „Die Feste des Sommers sollen wieder im Sommer gefeiert werden, die Feste des Winters wieder im Winter. Es soll so sein, wie es vor langer Zeit war“.
Mit Beginn des ersten Tages im zehnten Monat wurde in Ägypten das „Schöne Fest vom Wüstental“ gefeiert. Der festlich bekleidete Pharao lud den Reichsgott Amun, in Form einer geheiligten Statue, zur Fahrt in einer göttlichen Barke auf die Westseite des Nils ein. Dort befanden sich mehrere wichtige Begräbnisstätten; darunter das Tal der Könige und Königinnen sowie weitere bedeutende Totentempel.
| Beobachtungsort | Jahr        | Ägyptischer Kalender  | Ägyptisches Datum | Kalenderdatum |
| --------------- | ----------- | --------------------- | ----------------- | ------------- |
| Memphis         | 238 v. Chr. | 1. Tag des 10. Monats | 01. Payni         | 14. Juli      |

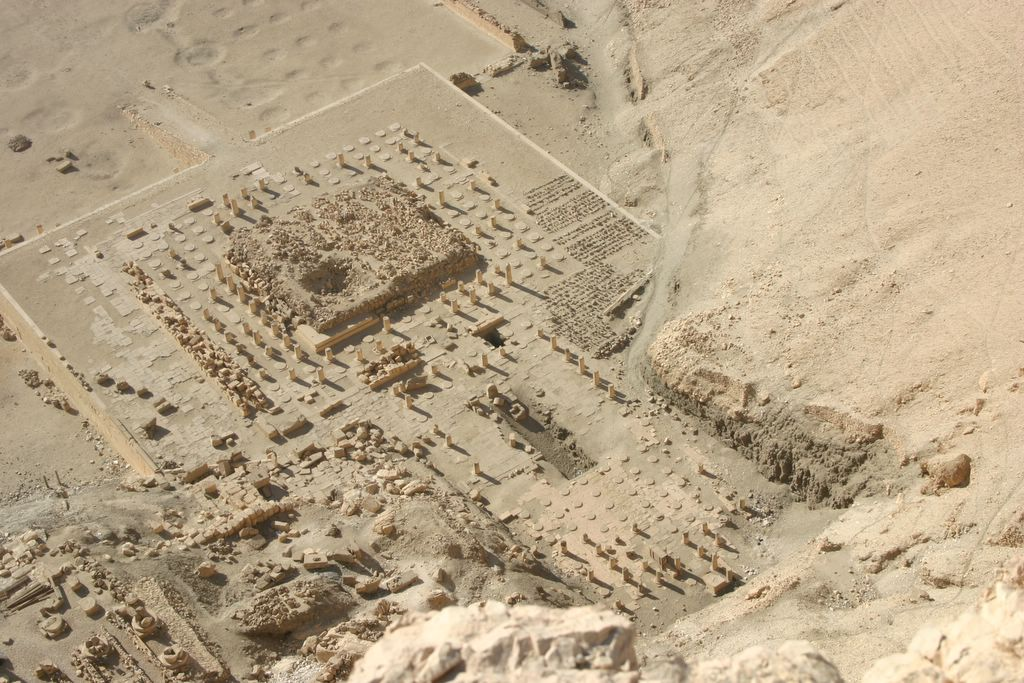
Totentempel des Mentuhotep II.

Die Überfahrt erfolgte im „Glanz“ der Sonne von Ost nach West. Sirius, der die ägyptische Göttin Sopdet verkörperte, hatte im Jahr 238 v. Chr. seinen heliakischen Aufgang zu Beginn der heiligen Totenprozession. Erstmals ist dieses Fest unter Mentuhotep II. belegt, bei welchem der Gott Amun in einer feierlichen Prozession die westliche Nekropole von Theben mit Ziel Deir el-Bahari besuchte. Der gemeinsame Aufgang der Sonne mit Sirius zu Beginn des Totenfestes stellte ein besonderes und seltenes Ereignis dar, sodass die Einfügung eines Schalttages von Ptolemaios III. in einem auffälligen Zusammenhang stand.
Die Verankerung des Kalenders in dieser Konstellation zeigt, dass der heliakische Aufgang des Sirius für Ptolemaios III. keine zentrale Bedeutung hinsichtlich des ägyptischen Neujahrs hatte und nicht an die Nilflut gekoppelt war. Die sich ergebenden Neujahrs-Datierungen des Jahres 238 v. Chr. verdeutlichen die Sachlage:
| Beobachtungsort | Jahr        | Ägyptischer Kalender | Ägyptisches Datum | Kalenderdatum |
| --------------- | ----------- | -------------------- | ----------------- | ------------- |
| Memphis         | 238 v. Chr. | 1. Tag des 1. Monats | 01. Thot          | 17. Oktober   |

## Die astronomische Ansetzung des Sothis-Zyklus

### Berechnung der Zykluslängen von Sirius
Der Sothis-Zyklus unterteilt sich in die drei Bereiche: Präzessions-Zyklus, Eigenbewegung von Sirius und Veränderung der Sonnenaufgangszeiten. Die jeweiligen Werte aller drei Bereiche verändern sich individuell mit jeder Epoche. Die Tabelle zeigt die unterschiedlichen Werte für die jeweiligen Zyklen. Die exakten mathematischen Werte sind auf volle Jahre gerundet.
| Beobachtungsort                                                                                           | Jahreslänge    | Zykluslänge | Bemerkungen                                                                |
| --- | -------------- | ----------- | -------------------------------------------------------------------------- |
| Werte vom 1. nachdynastischen Zyklus in Ägypten (Beginn: Memphis 136 n. Chr. und Elephantine 161 n. Chr.) |                |             |                                                                            |
| Weltweit                                                                                                  | 365,25636 Tage | 1424 Jahre  | Präzessionsjahr, Sothis-Zyklus ohne Eigenbewegung Sirius                   |
| Elephantine                                                                                               | 365,25002 Tage | 1460 Jahre  | Sirius-Jahr (Präzession und Eigenbewegung; tatsächlicher Sothis-Zyklus)    |
| Elephantine                                                                                               | 365,25086 Tage | 1454 Jahre  | tatsächlicher Sothis-Zyklus zuzüglich der veränderten Sonnenaufgangszeiten |
| Memphis                                                                                                   | 365,25052 Tage | 1457 Jahre  | tatsächlicher Sothis-Zyklus zuzüglich der veränderten Sonnenaufgangszeiten |
| Werte vom 2. dynastischen Zyklus in Ägypten (Beginn: Memphis 1318 v. Chr. und Elephantine 1291 v. Chr.)   |                |             |                                                                            |
| Weltweit                                                                                                  | 365,25636 Tage | 1424 Jahre  | Präzessionsjahr, Sothis-Zyklus ohne Eigenbewegung Sirius                   |
| Elephantine                                                                                               | 365,25002 Tage | 1460 Jahre  | Sirius-Jahr (Präzession und Eigenbewegung; tatsächlicher Sothis-Zyklus)    |
| Elephantine                                                                                               | 365,25086 Tage | 1455 Jahre  | tatsächlicher Sothis-Zyklus zuzüglich der veränderten Sonnenaufgangszeiten |
| Memphis                                                                                                   | 365,25121 Tage | 1453 Jahre  | tatsächlicher Sothis-Zyklus zuzüglich der veränderten Sonnenaufgangszeiten |
| Werte vom 1. dynastischen Zyklus in Ägypten (Elephantine 2774–1318 v. Chr.)                               |                |             |                                                                            |
| Weltweit                                                                                                  | 365,25636 Tage | 1424 Jahre  | Präzessionsjahr, Sothis-Zyklus ohne Eigenbewegung Sirius                   |
| Elephantine                                                                                               | 365,25002 Tage | 1460 Jahre  | Sirius-Jahr (Präzession und Eigenbewegung; tatsächlicher Sothis-Zyklus)    |
| Elephantine                                                                                               | 365,25069 Tage | 1456 Jahre  | tatsächlicher Sothis-Zyklus zuzüglich der veränderten Sonnenaufgangszeiten |
| Werte vom prädynastischen Zyklus in Ägypten (Elephantine 4236–2774 v. Chr.)                               |                |             |                                                                            |
| Weltweit                                                                                                  | 365,25636 Tage | 1424 Jahre  | Präzessionsjahr, Sothis-Zyklus ohne Eigenbewegung Sirius                   |
| Elephantine                                                                                               | 365,25089 Tage | 1455 Jahre  | Sirius-Jahr (Präzession und Eigenbewegung; tatsächlicher Sothis-Zyklus)    |
| Elephantine                                                                                               | 365,25069 Tage | 1456 Jahre  | tatsächlicher Sothis-Zyklus zuzüglich der veränderten Sonnenaufgangszeiten |

### Datierungen des Sothis-Zyklus
Die Jahresdatierung nennt immer das Erstjahresdatum des heliakischen Aufgangs von Sirius in der zwölften Nachtstunde des Vortages, dem mit Sonnenaufgang der Beginn des Sothis-Festes am nächsten altägyptischen Kalendertag folgte. Nach durchschnittlich knapp vier Jahren verschob sich das Datum des Sothis-Festes im altägyptischen Kalender um einen Tag. Dies bedeutet in der Praxis, dass sich der heliakische Aufgang teilweise bereits nach drei Jahren im altägyptischen Kalender verlagerte.
| Sothis-Zyklus: Datierungen und Beobachtungsorte |              |                 |                |                                                           |
| Beobachtungsort                                 | Jahr         | Ägyp. Kalender  | Greg. Kalender | Bemerkungen                                               |
| Memphis                                         | 2010         | 15. Achet IV    | 4. August      | Neujahrsfest: 16. Achet IV (4. August)                    |
| Memphis                                         | 1593         | 5. Heriu-renpet | 31. Juli       | Beginn des zweiten nachdynastischen Zyklus                |
| Memphis                                         | 136          | 5. Heriu-renpet | 18. Juli       | Beginn des ersten nachdynastischen Zyklus                 |
| Memphis                                         | 1 v. Chr.    | 30. Schemu III  | 17. Juli       | Vergleichsdatum des Thutmosis III. (Schlacht bei Megiddo) |
| Elephantine                                     | 26 v. Chr.   | 16. Schemu III  | 10. Juli       | Einführung des julianischen Kalenders in Ägypten          |
| Memphis                                         | 84 v. Chr.   | 9. Schemu III   | 17. Juli       | Vergleichsdatum des Amenophis-I.-Sothis-Datums            |
| Memphis                                         | 239 v. Chr.  | 29. Schemu I    | 14. Juli       | Kanopus-Dekret Ptolemaios III. 239 v. Chr.                |
| Elephantine                                     | 1292 v. Chr. | 5. Heriu-renpet | 1. Juli        | Beginn des zweiten dynastischen Zyklus                    |
| Memphis                                         | 1319 v. Chr. | 5. Heriu-renpet | 6. Juli        | Beginn des zweiten dynastischen Zyklus                    |
| Memphis                                         | 1458 v. Chr. | 30. Schemu III  | 4. Juli        | Thutmosis III. (1457 v. Chr. Schlacht bei Megiddo)        |
| Elephantine                                     | 1460 v. Chr. | 24. Schemu III  | 28. Juni       | Thutmosis III. (1457 v. Chr. Schlacht bei Megiddo)        |
| Elephantine                                     | 1520 v. Chr. | 9. Schemu III   | 28. Juni       | Amenophis I.                                              |
| Memphis                                         | 1541 v. Chr. | 9. Schemu III   | 4. Juli        | Amenophis I.                                              |
| Elephantine                                     | 1848 v. Chr. | 16. Peret IV    | 26. Juni       | Sesostris III.                                            |
| Memphis                                         | 1873 v. Chr. | 16. Peret IV    | 2. Juli        | Sesostris III.                                            |
| Elephantine                                     | 2748 v. Chr. | 5. Heriu-renpet | 18. Juni       | Beginn des ersten dynastischen Zyklus                     |
| Memphis                                         | 2777 v. Chr. | 5. Heriu-renpet | 25. Juni       | Beginn des ersten dynastischen Zyklus                     |

## Analyse hinsichtlich der Ansetzung des Sothis-Zyklus
Angesichts einer Vielzahl von Meinungen, die zwischen 1838 und 1904 zum Sothis-Zyklus vorlagen, war es nicht verwunderlich, dass Eduard Meyer die Notwendigkeit sah, die ägyptische Königschronologie in einen gleichförmigen Rahmen zu rücken. Auf den Grundlagen von Lepsius entstand mit Unterstützung von Mahler, Borchardt und Weill die erste systematische Chronologie unter Einbeziehung des Sothis-Zyklus.
In der heutigen Zeit überwiegt die mehrheitliche Zustimmung der Ägyptologen zum Grundkonzept von Eduard Meyer. Eine Minorität bezweifelt weiterhin die Existenz eines durchgehenden Sothis-Zyklus im Alten Ägypten. Als Gründe werden die Zuordnungsschwierigkeiten der ägyptischen Königs-Chronologie benannt. Es hat sich aber inzwischen bewahrheitet, dass nicht der Sothis-Zyklus mit Unzulänglichkeiten behaftet war, sondern die historische Anwendung des Sothis-Zyklus selbst die eigentliche Unzulänglichkeit war. Diese Erkenntnis spiegelt sich in den Veröffentlichungen der ägyptischen Königs-Chronologie wider.
Der Beginn der 18. Dynastie wird auf die Zeit von 1553 v. Chr. bis 1550 v. Chr. datiert; bei einem Vergleich mit der astronomischen Berechnung für das erste Regierungsjahr von Ahmose I., dem Gründer der 18. Dynastie, ergibt sich für den Beobachtungsort Fayum keine Abweichung zur bisher angesetzten Chronologie. Für Sesostris III. liegen die astronomischen Berechnungen etwa 20 Jahre von der Datierung durch Jürgen von Beckerath entfernt. Diese Abweichungen decken sich mit dem zeitlichen Abstand der „400 Jahresstele“, der durch die Datierung der Historiker zum Einzug der Hyksos bisher für die Zeit zwischen 1720 und 1690 v. Chr. angesetzt wurde; bei Einstufung des Vulkanausbruchs von Santorin um 1540 bis 1520 v. Chr. ist dagegen ebenso keine Zeitdifferenz hinsichtlich der „Unwetterstele“ festzustellen wie auch in der ptolemäischen Dynastie.
Die astronomischen Berechnungen des Sothis-Zyklus und deren Verwendung für die Chronologie der ägyptischen Könige haben in der Gegenwart eine mehrheitliche Zustimmung erfahren. Dennoch verweisen einige Forscher, wie beispielsweise Otto Neugebauer auf Probleme in der praktischen Anwendung des Sothis-Zyklus. Es ist nicht bekannt, an welchen Beobachtungsorten die Aufzeichnungen vorgenommen wurden. Die „Zwischenzeiten“ in der ägyptischen Königs-Chronologie bieten für die Möglichkeit wechselnder Aufzeichnungsorte Diskussionsgrundlagen. Die Auswirkungen sind jedoch gering, da die zeitlichen Differenzen durchschnittlich sechs Tage betragen und somit nur eine Schwankungsbreite von 21 bis 27 Jahren darstellen. Größere Verschiebungen des Sothis-Zyklus sind auf Grund der astronomischen Gegebenheiten nicht möglich. Insofern stellt das Instrument der astronomischen Berechnung des Sothis-Zyklus den Maßstab für mögliche Beweisführungen.